# Diego Bareiro
Diego Daniel Bareiro Silvera (Asunción, 7 settembre 1997) è un cestista paraguaiano.

## Carriera
Con il Paraguay ha disputato i Campionati americani del 2013.